# 保罗·吉罗
保罗·吉罗（Paul Guiraud，1850年1月15日—1907年2月25日），全名玛丽·雷蒙·保罗·吉罗（Marie Raymond Paul Guiraud），是法国的一名历史学家。以其对古希腊的经济史、社会史的研究而知名。也是史学家甫斯特尔·德·库朗日的学生。

## 生平
保罗·吉罗1850年1月15日生于法国奥德省的塞讷莫内斯蒂耶，是历史学家让·吉罗之兄。1874年获巴黎高师历史学学位，其后数年做过中学教师，1879年获硕士学位，1886年在巴黎高师师从史学家甫斯特尔·德·库朗日。其主攻方向一开始是罗马政治史，其后逐渐转向古希腊的经济史和社会史。
1893年发表了其代表作《罗马征服前古希腊的土地所有权制度》（La Propriété foncière en Grèce jusqu'à la conquête romaine）一书。1900年出版《古希腊的手工业》（La Main-d'œuvre industrielle dans l'ancienne Grèce）一书。其最后一部重要著作在1905年出版，题为《古代经济研究》（Études économiques sur l'antiquité）。在该书中，他阐述了“财产制度、工商业情况、财富分配、劳工组织、税收制度等等都是值得注意的问题，和记战争、政治制度等同样重要”这一观点。
1904年获索邦大学副教授职位。1906年成为法兰西人文院院士。